# Ga Srinagarindra 38 MRT

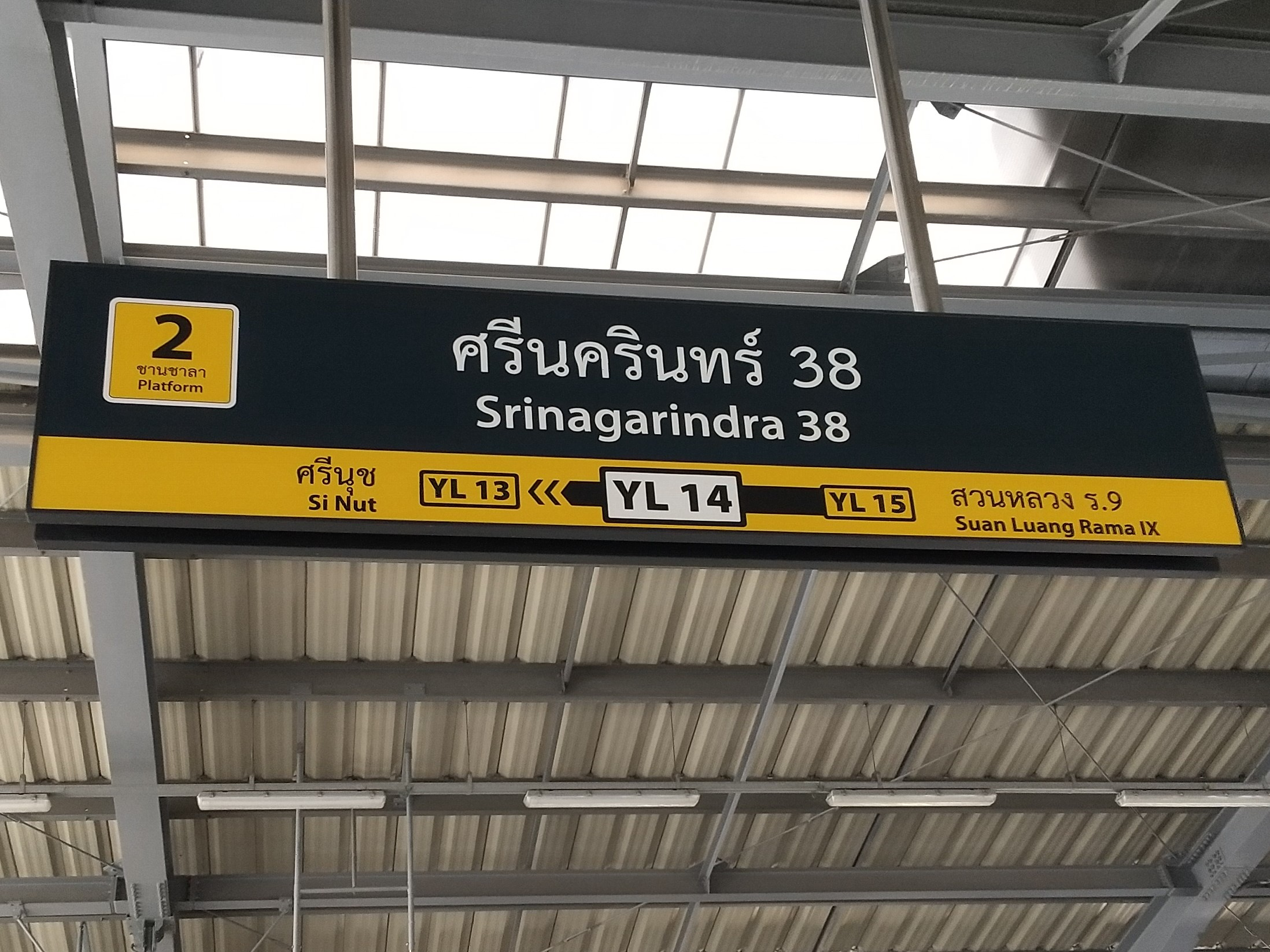
Bảng hiệu

Ga Srinagarindra 38 (tiếng Thái: สถานีศรีนครินทร์ 38, RTGS: Sathani Si Nakharin Sam Sip Paet, phát âm [sā.tʰǎː.nīː sǐː ná(ʔ).kʰā.rīn sǎːm sìp pɛ̀ːt]) là một ga Bangkok MRT trên Tuyến Vàng. Nhà ga nằm trên Đường Srinagarindra ở quận Prawet, Băng Cốc và nó được đặt tên theo Đường Srinagarindra 38 nơi dẫn ra đường lớn. Nhà ga gồm bốn lối vào. Nó được mở cửa ngày 12 tháng 6 năm 2023 như một phần chạy thử nghiệm giữa Hua Mak và Phawana.